# Србија на Зимским олимпијским играма 2018.
Србија је на Зимским олимпијским играма 2018, у Пјонгчангу, у Јужној Кореји учествовала по трећи пут као самостална држава.
Тим Србије чини четворо спортиста, три мушкарца и једна жена, у два спорта, алпском скијању и скијашком трчању. Био је ово најмањи зимски олимпијски тим који је Србија слала до сада под својом заставом.
На свечаном отварању заставу Србије носила је алпска скијашица Невена Игњатовић. Освајањем четрнаестог места у алпској комбинацији Игњатовићева је остварила најбољи резултат за наше олимпијце на ЗОИ под заставом Србије.

## Квалификације
Србија је освојила две квоте у алпском скијању, једну мушку и једну женску, а понуђене су јој још две квоте након прерасподеле као и могућност да наступа у тимском такмичењу. Олимпијски комитет Србије прихватио је квоте за троје такмичара који су испунили квалификационе услове ОКС-а, а то је пласман међу 300 најбољих на ФИС олимпијској ранг листи.
У скијашком трчању српски такмичари остварили су три квоте, две у мушкој и једну у женској конкуренцији, међутим само је један такмичар испунио критеријум ОКС-а, пласман међу најбољих 300 на олимпијској ранг листи.

## Учесници по спортовима
| Спорт           | Мушкарци | Жене | Укупно |
| --------------- | -------- | ---- | ------ |
| Алпско скијање  | 2        | 1    | 3      |
| Скијашко трчање | 1        | 0    | 1      |
| Укупно (2)      | 3        | 1    | 4      |

## Алпско скијање
Невена Игњатовић учествују трећи пут, Марко Вукићевић други, док Марко Стевовић дебитује на Олимпијским играма.
| Скијаш/ица         | Дисциплина         | 1. вожња          | 1. вожња          | 2. вожња          | 2. вожња          | Укупно време      | Укупно време      | Детаљи |
| Скијаш/ица         | Дисциплина         | Време             | Поз.              | Време             | Поз.              | Време             | Поз.              | Детаљи |
| ------------------ | ------------------ | ----------------- | ----------------- | ----------------- | ----------------- | ----------------- | ----------------- | ------ |
| Марко Вукићевић    | Велеслалом М       | 1:14.64           | 46                | 1:16.71           | 48                | 2:31.35           | 41 / 75 (109)     |        |
| Марко Вукићевић    | Слалом М           | Није завршио трку | Није завршио трку | Није завршио трку | Није завршио трку | Није завршио трку | Није завршио трку |        |
| Марко Вукићевић    | Спуст М            | Н/Д               | Н/Д               | Н/Д               | Н/Д               | 1:45.36           | 41 / 53 (57)      |        |
| Марко Вукићевић    | Супервелеслалом М  | Н/Д               | Н/Д               | Н/Д               | Н/Д               | Није завршио трку | Није завршио трку |        |
| Марко Вукићевић    | Суперкомбинација М | 1:21.31           | 24                | 50.43             | 27                | 2:11.74           | 25 / 35 (65)      |        |
| Марко Стевовић     | Велеслалом М       | 1:17.42           | 57                | 1:15.79           | 42                | 2:33.21           | 45 / 75 (109)     |        |
| Марко Стевовић     | Слалом М           | Није завршио трку | Није завршио трку | Није завршио трку | Није завршио трку | Није завршио трку | Није завршио трку |        |
| Марко Стевовић     | Спуст М            | Н/Д               | Н/Д               | Н/Д               | Н/Д               | 1:49.50           | 51 / 53 (57)      |        |
| Марко Стевовић     | Супервелеслалом М  | Н/Д               | Н/Д               | Н/Д               | Н/Д               | 1:31.70           | 46 / 48 (62)      |        |
| Марко Стевовић     | Суперкомбинација М | 1:24.47           | 59                | Није завршио трку | Није завршио трку | Није завршио трку | Није завршио трку |        |
| Невена Игњатовић   |                    |                   |                   |                   |                   |                   |                   |        |
| Велеслалом Ж       | 1:14.41            | 27                | 1:10.99           | 25                | 2:25.40           | 26 / 58 (81)      |                   |        |
| Слалом Ж           | 52.10              | 27                | 51.38             | 26                | 1:43.48           | 26 / 64 (78)      |                   |        |
| Суперкомбинација Ж | 1:42.88            | 16                | 42.23             | 10                | 2:25.11           | 14 / 18 (32)      |                   |        |

## Скијашко трчање
Дамир Растић дебитује на Олимпијским играма.
Дуже дистанце
| Скијаш       | Дисциплина       | Финале  | Финале    | Финале         | Детаљи |
| Скијаш       | Дисциплина       | Време   | Заостатак | Пласман        | Детаљи |
| ------------ | ---------------- | ------- | --------- | -------------- | ------ |
| Дамир Растић | 15 км класично М | 37:47.5 | +4:03.6   | 68 / 116 (119) |        |

Спринт
| Скијаш       | Дисциплина | Квалификације | Квалификације | Квалификације | Четвртфинале     | Четвртфинале     | Четвртфинале     | Полуфинале       | Полуфинале       | Полуфинале       | Финале           | Финале           | Финале           | Детаљи |
| Скијаш       | Дисциплина | Време         | Заост.        | Плас.         | Време            | Заост.           | Плас.            | Време            | Заост.           | Плас.            | Време            | Заост.           | Плас.            | Детаљи |
| ------------ | ---------- | ------------- | ------------- | ------------- | ---------------- | ---------------- | ---------------- | ---------------- | ---------------- | ---------------- | ---------------- | ---------------- | ---------------- | ------ |
| Дамир Растић | Спринт М   | 3:50.65       | +42.11        | 75 / 79 (80)  | Није се пласирао | Није се пласирао | Није се пласирао | Није се пласирао | Није се пласирао | Није се пласирао | Није се пласирао | Није се пласирао | Није се пласирао |        |